# Tipulamima flammipes
Tipulamima flammipes là một loài bướm đêm thuộc họ Sesiidae. Nó được biết đến ở Uganda.